# Champs-sur-Marne
Champs-sur-Marne is een gemeente in het Franse departement Seine-et-Marne (regio Île-de-France). De plaats maakt deel uit van het arrondissement Torcy en is een van de 26 gemeenten van de nieuwe stad Marne-la-Vallée. Champs-sur-Marne telde op 1 januari 2022 26.661 inwoners.

## Geschiedenis
Mogelijk al in de 7e eeuw was er een kerk in Champs, maar de plaats werd maar een parochie in de 13e eeuw toen de parochie van Malnoue naar Champs werd verplaatst. Rond 1400 werd er een leprozerie geopend nabij de gemeentegrens met Gournay-sur-Marne. In Champs was er een feodaal kasteel. Madame de Rambouillet (1588-1665) had dit een tijdlang in bezit en hield er salon. Het kasteel werd verbouwd in de 18e eeuw en ligt in een Engels landschapspark van 85 ha.
Aan het begin van de 19e eeuw was Champs een landbouwgemeente met ongeveer 330 inwoners, die actief waren in de akkerbouw, wijnbouw en veeteelt. Aan het begin van de 20e eeuw waren er al 1.558 inwoners waarvan een groot deel werkte in de Menier-chocoladefabriek in Noisiel. In 1897 werd er een arbeiderswijk voor deze werknemers gebouw op het grondgebied van Champs. In 1929 kwam er een verkaveling aan de oever van de Marne. In de jaren 1960 en 1970 werd de stad ontsloten door de aanleg van de autosnelweg A4 en aansluiting op het regionaal treinnetwerk rond Parijs (RER, Réseau express régional) en kwam er sociale woningbouw (HLM, Habitation à loyer modéré). In 1983 werd de Cité Descartes, een campus met hogescholen en innovatieve bedrijven geopend.

## Geografie
De oppervlakte van Champs-sur-Marne bedroeg op 1 januari 2022 7,35 vierkante kilometer; de bevolkingsdichtheid was toen 3.627,3 inwoners per km². De gemeente wordt in het noorden begrensd door de Marne en in het zuiden door de autosnelweg A4.
De onderstaande kaart toont de ligging van Champs-sur-Marne met de belangrijkste infrastructuur en aangrenzende gemeenten.

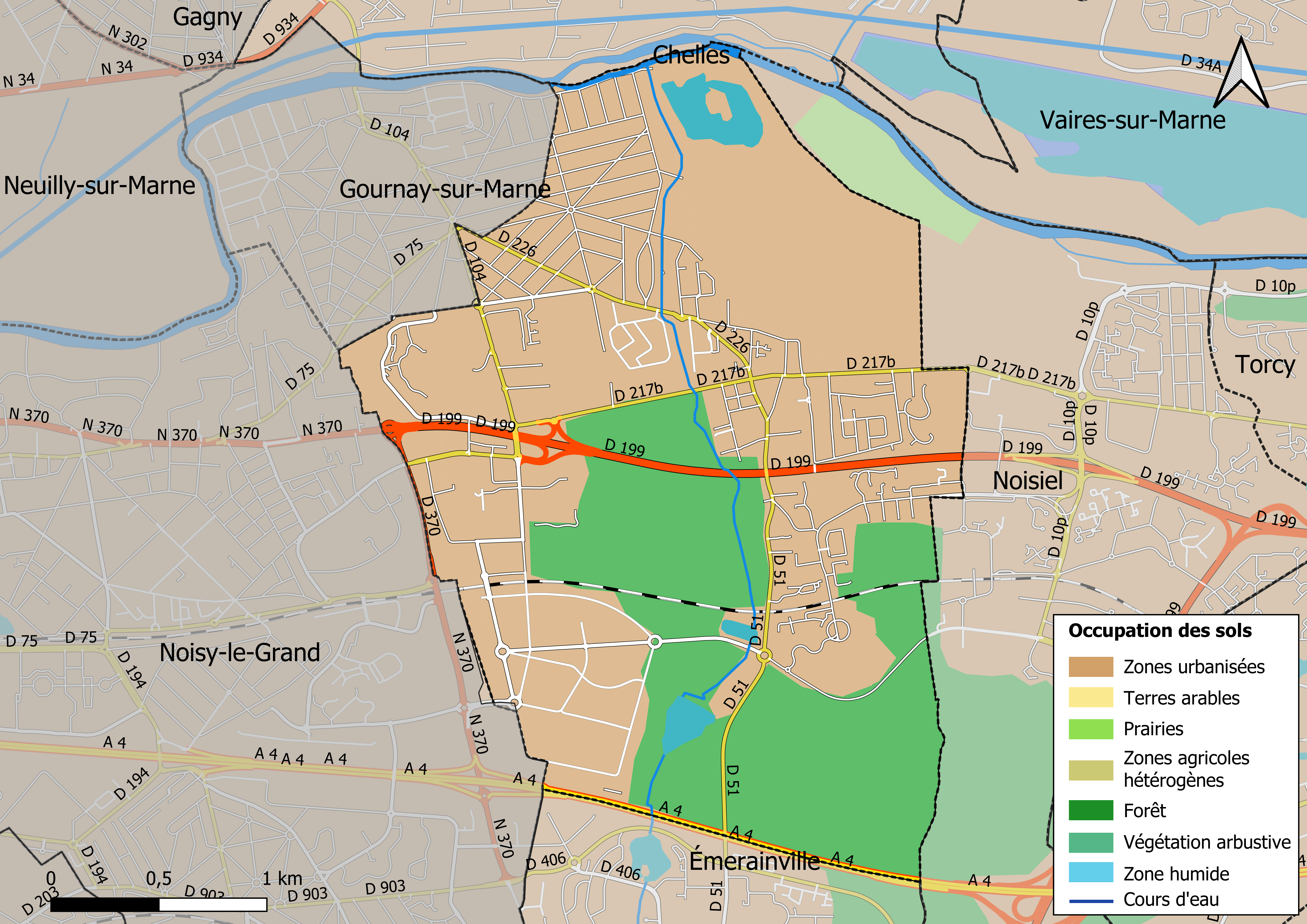

## Verkeer en vervoer
Champs-sur-Marne is via Station Noisy - Champs, gelegen aan RER-lijn A, verbonden met het centrum van Parijs.

## Demografie
Onderstaande figuur toont het verloop van het inwonertal (bron: INSEE-tellingen).

## Onderwijs
- École nationale des ponts et chaussées